# Phellinus
Phellinus  es un género de hongos en la familia Hymenochaetaceae. Muchas de sus especies causan la pudrición blanca a las frutas, se encuentran creciendo sobre madera, son retorcidos, sésiles y perennes. La carne es dura y leñosa o similar al corcho  y de color marrón. Las conexiones de pinza están ausentes, y el esqueleto hifa es de color marrón amarillento.
Phellinus produce el fenol natural hispidín.

## Usos
En Australia, los aborígenes han utilizado medicinalmente los  cuerpos frutales de Phellinus

## Especies
Index Fungorum lista de 154 especies de Phellinus:
- Phellinus acifer
- Phellinus acontextus
- Phellinus adamantinus
- Phellinus adhaerens
- Phellinus allardii
- Phellinus anchietanus
- Phellinus andinopatagonicus
- Phellinus andinus
- Phellinus apiahynus
- Phellinus appositus
- Phellinus aureobrunneus
- Phellinus baccharidis
- Phellinus badius
- Phellinus bambusicola
- Phellinus bambusinus
- Phellinus betulinus
- Phellinus bicuspidatus
- Phellinus brevisetus
- Phellinus carteri
- Phellinus caryophylleus
- Phellinus caryophylli
- Phellinus castanopsidis
- Phellinus chocolatus
- Phellinus chryseus
- Phellinus chrysoloma
- Phellinus cinchonensis
- Phellinus coffeatoporus
- Phellinus conchatus
- Phellinus coronadensis
- Phellinus crocatus
- Phellinus crustosus
- Phellinus cyclobalanopsidis
- Phellinus cylindrosporus
- Phellinus daedaliformis
- Phellinus dependens
- Phellinus deuteroprunicola
- Phellinus dingleyae
- Phellinus discipodoides
- Phellinus ellipsoideus
- Phellinus erectus
- Phellinus eugeniae
- Phellinus everhartii
- Phellinus fastuosus
- Phellinus feneus
- Phellinus ferrugineovelutinus
- Phellinus formosanus
- Phellinus fragrans
- Phellinus fushanianus
- Phellinus gabonensis
- Phellinus garuhapensis
- Phellinus gilbertsonii
- Phellinus gilvus
- Phellinus grenadensis
- Phellinus griseoporus
- Phellinus hartigii
- Phellinus himalayensis
- Phellinus hoehnelii
- Phellinus igniarius
- Phellinus incrustaticeps
- Phellinus jezoensis
- Phellinus kamahi
- Phellinus kravtzevii
- Phellinus laevigatus
- Phellinus lapideus
- Phellinus laurencii
- Phellinus leiomitus
- Phellinus linteus
- Phellinus livescens
- Phellinus lopezii
- Phellinus luctuosus
- Phellinus lukinsii
- Phellinus lundellii
- Phellinus luteofulvus
- Phellinus luteus
- Phellinus macroferreus
- Phellinus macrosporus
- Phellinus mangrovicus
- Phellinus melanodermus
- Phellinus membranaceus
- Phellinus merrillii
- Phellinus minimus
- Phellinus minutiporus
- Phellinus mituliformis
- Phellinus montanus
- Phellinus mori
- Phellinus neocallimorphus
- Phellinus neonoxius
- Phellinus neoquercinus
- Phellinus newtoniae
- Phellinus nicaraguensis
- Phellinus nilgheriensis
- Phellinus nothofagi
- Phellinus noxius
- Phellinus ossatus
- Phellinus overholtsii
- Phellinus pachyphloeus
- Phellinus palmicola
- Phellinus piceinus
- Phellinus poeltii
- Phellinus pomaceus
- Phellinus populicola
- Phellinus prunicola
- Phellinus pseudoigniarius
- Phellinus punctatiformis
- Phellinus purpureogilvus
- Phellinus pusillus
- Phellinus quercinus
- Phellinus ralunensis
- Phellinus reichingeri
- Phellinus repandus
- Phellinus resinaceus
- Phellinus rhamni
- Phellinus rhytiphloeus
- Phellinus rickii
- Phellinus rimosus
- Phellinus robiniae
- Phellinus roseocinereus
- Phellinus rufus
- Phellinus sancti-georgii
- Phellinus sanfordii
- Phellinus sarcites
- Phellinus scleropileatus
- Phellinus scorodocarpi
- Phellinus semihispidus
- Phellinus setulosus
- Phellinus shaferi
- Phellinus shoushanus
- Phellinus sonorae
- Phellinus spadiceus
- Phellinus spiculosus
- Phellinus spinescens
- Phellinus subcontiguus
- Phellinus sublaevigatus
- Phellinus sublamaensis
- Phellinus subsanfordii
- Phellinus swieteniae
- Phellinus syringeus
- Phellinus tawhai
- Phellinus tenuiculus
- Phellinus terminaliae
- Phellinus transversus
- Phellinus tremulae
- Phellinus tricolor
- Phellinus tubifragilis
- Phellinus turbinatus
- Phellinus uncinatus
- Phellinus uncisetus
- Phellinus velutinus
- Phellinus viticola
- Phellinus weirianus
- Phellinus weirii
- Phellinus williamsii
- Phellinus zealandicus